# Chloroflexia
Chloroflexes
Classe
Synonymes
- Chloroflexi Gupta et al. 2013
- Chlorobacteria Cavalier-Smith 2002

Les Chloroflexia (les Chloroflexes) sont une classe de bactéries filamenteuses photosynthétiques à Gram négatif de l'embranchement des Chloroflexota. Son nom provient de Chloroflexales qui est l'ordre type de cette classe.
Ils constituent l'essentiel des phototrophes anoxygeniques filamenteux (anciennement connus sous le nom des bactéries vertes non sulfureuses), même si certains sont classés séparément comme les Thermomicrobiota. Ils sont nommés ainsi pour leur pigment vert, le plus souvent trouvé dans les organites photosynthétiques appelés chlorosomes.
Les chloroflexes sont généralement filamenteux. Ils sont facultativement aérobies, mais ne produisent pas de dioxygène lors de la photosynthèse, contrairement par exemple aux cyanobactéries dont ils sont phylogénétiquement très éloignés. Ils ne peuvent pas non plus fixer biologiquement le dioxyde de carbone, ils sont donc photohétérotrophes. (à l’exception de Chloroflexus aurantiacus qui possède la voie métabolique du 3-Hydroxyproniate bi-cycle permettant la fixation du carbone inorganique en carbone organique)

## Arbre phylogénétique de base des chloroflèxes
Cet arbre simplifié permet de naviguer directement vers les catégories les plus importantes.
La classification phylogénétique détaillée du groupe considéré est stockée dans les catégories indiquées.
- Chloroflexi
  - Herpetosiphonales
  - Chloroflexales
    - Chloroflexaceae
    - Oscillochloridaceae

Position dans l’arbre phylogénétique
- Bactérie
  - Chlorobacteria
    - Dehalococcoidetes
    - Thermomicrobia
      - Sphaerobacterales
      - Thermomicrobiales

    - 
      - Anaerolinaeles
      - Chloroflexi

  - 
    - Hadobacteria
    - 
      - Cyanobacteria
      - 
        - Gracilicutes
        - Eurybacteria

## Liste d'ordres
Selon la LPSN (2 décembre 2022) :
- Chloroflexales Gupta et al. 2013 – ordre type
- Herpetosiphonales Gupta et al. 2013
- Kallotenuales Cole et al. 2013